# 鲃两极虫
鲃两极虫（学名：Myxidium puntius）为两极科两极虫属的动物。在中国，分布于广东等，营寄生生活，寄生在花斑刺鲃的胆囊。